# 723 Hammonia
723 Hammonia је астероид главног астероидног појаса. Приближан пречник астероида је 35,68 ,
а средња удаљеност астероида од Сунца износи 2,992 астрономских јединица (АЈ).
Инклинација (нагиб) орбите у односу на раван еклиптике је 4,995 степени, а орбитални период износи 1891,078 дана (5,177 година). Ексцентрицитет орбите астероида износи 0,054.
Апсолутна магнитуда астероида износи 9,70 а геометријски албедо 0,182.
Астероид је откривен 21. октобра 1911. године.